# Liegerad

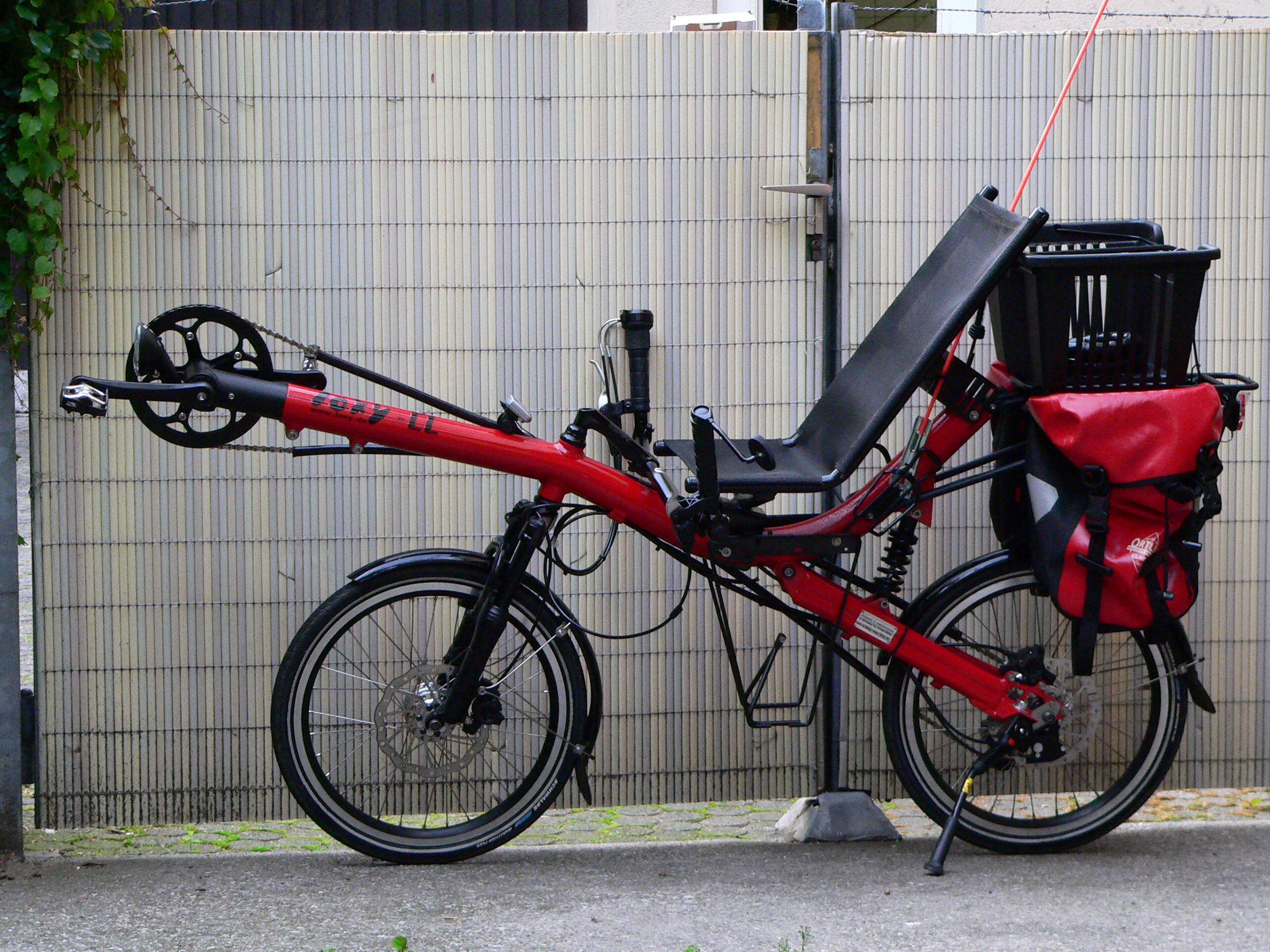
Reisetauglicher Kurzlieger mit Netzsitz, Vollfederung, Untenlenker, Rohloff-Nabenschaltung und Gepäckträgern unter und hinter dem Sitz samt Taschen; hier: Modell TOXY‑CL der Toxy Liegerad GmbH

Ein Liegerad ist ein Fahrrad mit einer nach hinten geneigten Sitz- beziehungsweise Liegeposition. Es verfügt im Unterschied zu einem herkömmlichen Fahrrad anstatt eines Sattels über einen Netz- oder Schalensitz. Das Tretlager und die Pedale sind vorne angebracht. Die meisten Liegeräder sind nicht schwieriger zu fahren als gewöhnliche Fahrräder; abhängig vom Liegeradtyp und der Lenkerform kann eine kurze Eingewöhnungsphase erforderlich sein.
Die 1934 erlassene Regel des Internationalen Radsport-Verbands (UCI), wonach nur Fahrräder mit Diamantrahmen zu Wettbewerben zugelassen sind, schließt die Verwendung von Liegerädern bei den meisten Wettkämpfen aus. Das führte über Jahrzehnte zu einer deutlichen Stagnation des Entwicklungsfortschritts.

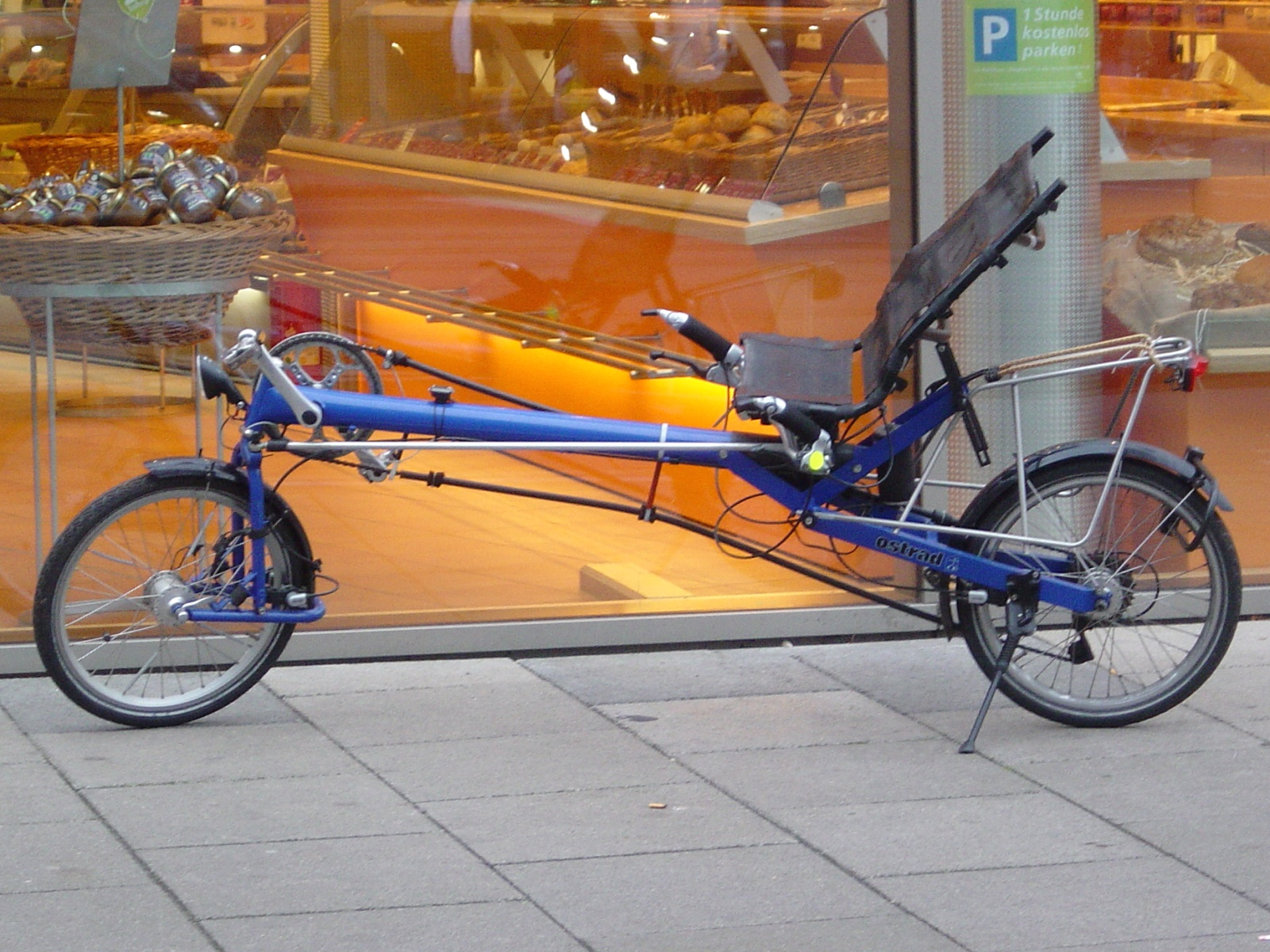
Langlieger mit Netzsitz, Vollfederung, Untenlenker, kombinierter Ketten-Naben-Schaltung (Dual-Drive) sowie Gepäckträgern hinter dem Sitz; hier das ehemalige Modell Adagio der ostrad Steinbrecher & Jasper GmbH

## Geschichte

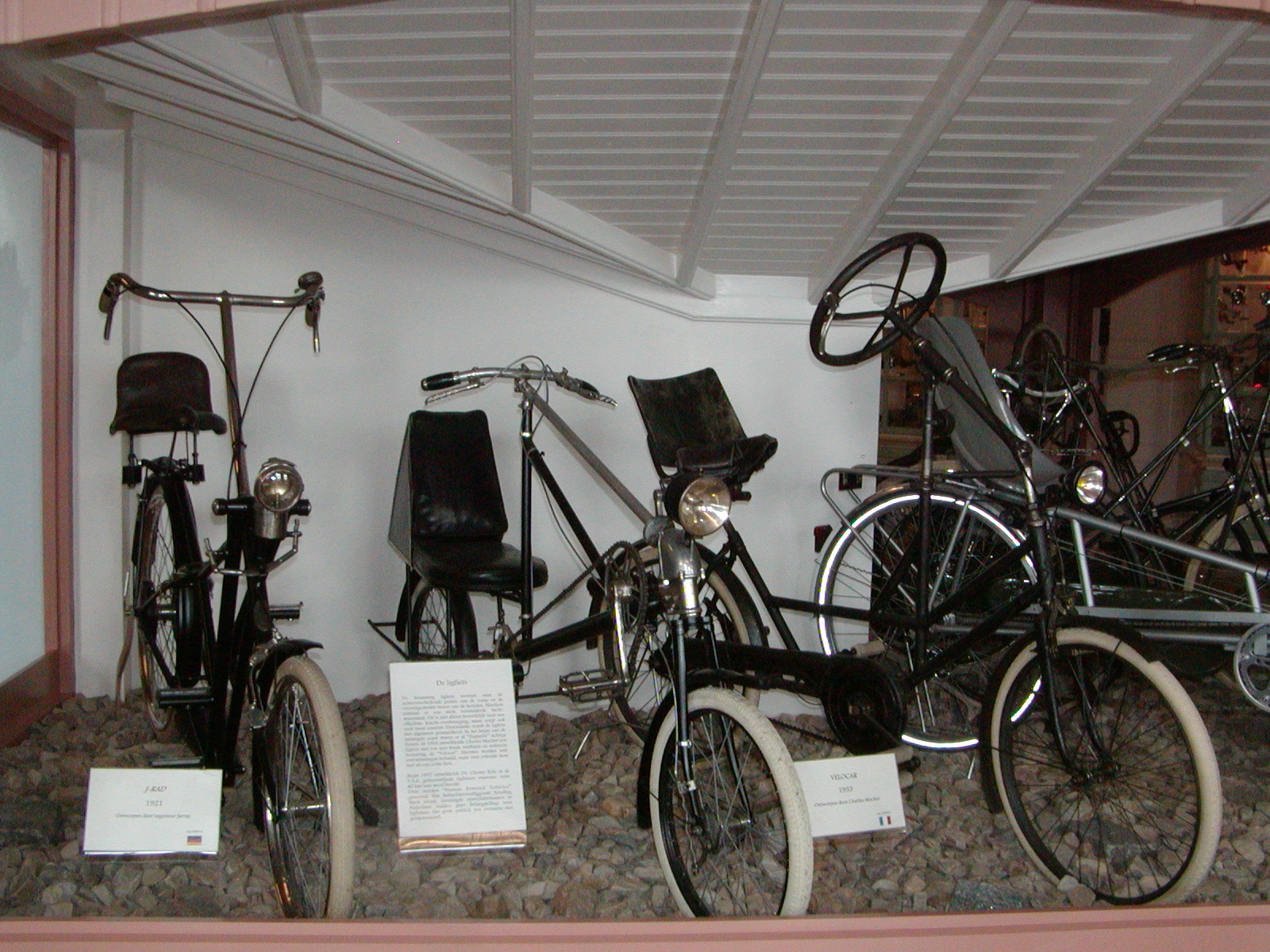
Velocar (Bildmitte) und Velostable (rechts im Bild) aus den 1930er-Jahren, ausgestellt im Velorama, einem Fahrradmuseum in der niederländischen Stadt Nijmegen

Nach der Popularisierung des Kettenantriebs im Fahrradbau in den 1880er-Jahren und 1890er-Jahren setzten diverse Erfinder zahlreiche Varianten dieses Konzepts um. Darunter waren die ersten Vorläufer des Liegerades wie das französische Fauteuil-Velociped mit Ballonreifen aus dem Jahr 1893, das Sesselrad von Ferdinand Krafft aus Saarbrücken, das Liegerad von Drewitz und das Sesselrad des Schweizer Herstellers Challand (1895). In den folgenden Jahren wurden bereits die heutigen Basistypen der Fahrradbauweise entworfen, wie das Bauchliegerad Mr. Darling (1896) und das Brown-Recumbent, der Vorläufer des Chopper/Scooter-Rades, das um die Jahrhundertwende in den USA entwickelt wurde. Andere Konzepte wie beispielsweise Liegeräder mit Ruderantrieb kamen über das Stadium des Prototyps nicht heraus. Bei den ersten Modellen handelte es sich allesamt um Langlieger.
1914 bot Peugeot das erste in Großserie produzierte Liegerad an, das auf dem Brown-Recumbent basierte. In den 1920er Jahren baute der Luftfahrtpionier Paul Jaray das J-Rad, das ebenfalls in Serie hergestellt wurde und erfolgreich war. Ein Jahrzehnt später entwickelten Charles Mochet und sein Sohn Georges das Velocar, das erste Liegerad, das sportlich erfolgreich genutzt wurde. Der Internationale Radsport-Verband (UCI) erlaubte damals noch die Teilnahme von Liegerädern am offiziellen Wettkampfbetrieb. Es stellte 1933 mit 45,056 Kilometern einen Stundenweltrekord auf. Diese Geschwindigkeit wurde erst fünf Jahre später von einem herkömmlichen (unverkleideten) Rennrad erreicht.
Am 1. April 1934 entschied sich die UCI jedoch dafür, Liegeräder aus dem Wettkampfbetrieb auszuschließen. Dies bedeutete einen Wendepunkt in der Entwicklung dieses Fahrradtyps. Auch dadurch erlebten Liegeräder zwischen etwa 1950 und 1980 einen Tiefpunkt in der Popularität. In dieser Zeit waren nur Kleinserienmodelle von einzelnen Herstellern erhältlich.
Die Liegeräder wurden dennoch weiterentwickelt, und nach dem Ausschluss von der UCI begann sich eine unabhängige Szene zu bilden. Schon Mochet experimentierte in den 1930er Jahren mit verschalten Fahrzeugen, deren moderne Versionen als Velomobile bezeichnet werden. Die Mochet-Fahrzeuge basierten auf konventionellen Liegerädern und sind bis heute der schnellste von Menschenkraft angetriebene Fahrzeugtyp. 1939 überschritt ein derartiges Mobil zum ersten Mal in der Stundenwertung die 50-km/h-Marke. Parallel dazu wurden die ersten Kurzlieger (The Cycloratio, 1935) gebaut, die später vor allem durch ihre Weiterentwicklung durch den deutschen Ingenieur Paul Rinkowski ab 1947 zum dominierenden Liegeradtyp aufsteigen sollten.
Bis in die Nachkriegsjahre blieb die Konsumentennachfrage nach Liegerädern stabil, da viele Menschen, die sich kein eigenes Auto leisten konnten, stattdessen ein Liegerad kauften. Danach flachte das Interesse ab, bis 1976 die Gründung der International Human Powered Vehicle Association (IHPVA) eine Renaissance einleitete. Der Verein förderte seitdem die Entwicklung von muskelkraftbetriebenen Fahrzeugen aller Art und veranstaltete wieder regelmäßig Wettbewerbe, in denen auch Liegeräder zugelassen waren.
In den 1980er-Jahren begann Lui Tratter im Rahmen des Polytechnikunterrichts an der Frankfurter Ernst-Reuter-Schule und im Jugendsozialhilfeprojekt Arbeiterselbsthilfe an der Krebsmühle das Liegerad von Drewitz serienmäßig nachzubauen. Die Räder erhielten rasch Kult-Status in Frankfurt am Main und sind auch heute noch regelmäßig im Stadtbild zu sehen.
In derselben Zeit erlangte im Sportbetrieb der 200-m-Sprint als Disziplin immer größere Popularität. 1977 wurde die 75-km/h-Marke überschritten, 1979 die in den USA wichtigen 50 Meilen pro Stunde, 1986 fiel die 100-km/h-Marke. Zu dieser Zeit dominierten im Wettkampf vollverkleidete Dreiräder wie das Vector, das in den 1970er-Jahren und 1980er-Jahren zahlreiche Rekorde aufstellen konnte. Ende der 1980er-Jahre und Anfang der 1990er-Jahre setzten sich einspurige Räder, vor allem die neuen Tieflieger (Cutting Edge, 1990) wegen ihres Gewichtsvorteils wieder gegenüber den Dreirädern durch.
Die sportlichen Leistungen und auch modernere fahrzeugtechnische Studien führten zu einem Wiederaufflammen des öffentlichen Interesses am Liegerad, so dass seit den 1990er Jahren Großserienmodelle angeboten werden. Seit etwa 2000 gewinnen sowohl Velomobile als auch unverschalte Liegedreiräder langsam an Popularität. Seit 2007 kommen immer mehr sogenannte Trikes in Mode, mit denen ähnlich wie mit dem BMX-Rad gefahren werden kann, die aber auch dank heutiger Technik sehr schnelle Tourenfahrzeuge sein können.
Schätzungsweise existieren in Deutschland etwa 50 Mio. „normale“ Aufrechträder, davon viele mit Diamantrahmen. Die Anzahl der Liegeräder in Deutschland beläuft sich auf etwa 30.000 Stück.

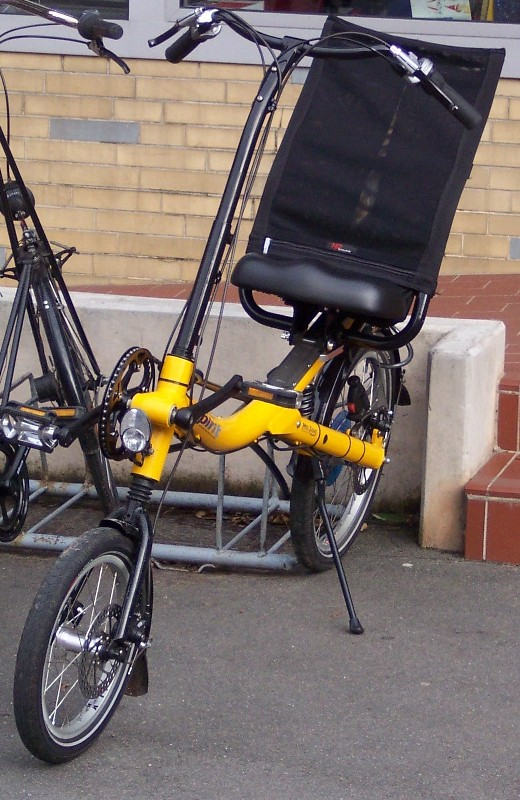
Sesselrad; hier: das ehemalige Modell Spirit
der HP Velotechnik OHG

## Vergleich mit Aufrechtfahrrädern

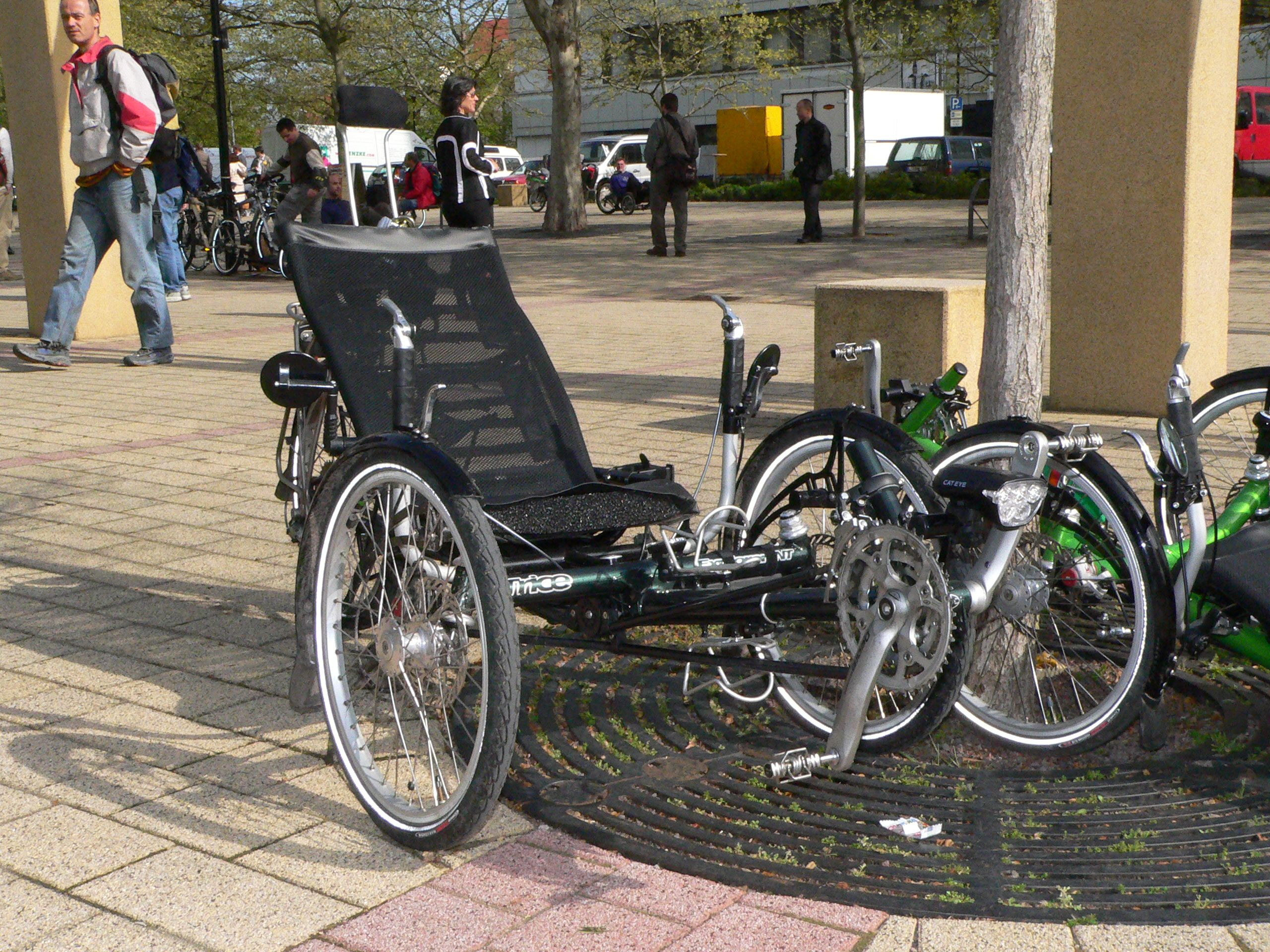
Kippsicheres Liegedreirad mit zwei Vorderrädern (Tadpole-Bauweise) und Netzsitz; hier: Modell Trice Explorer NT von ICE – Inspired Cycle Engineering Ltd.

### Vorteile

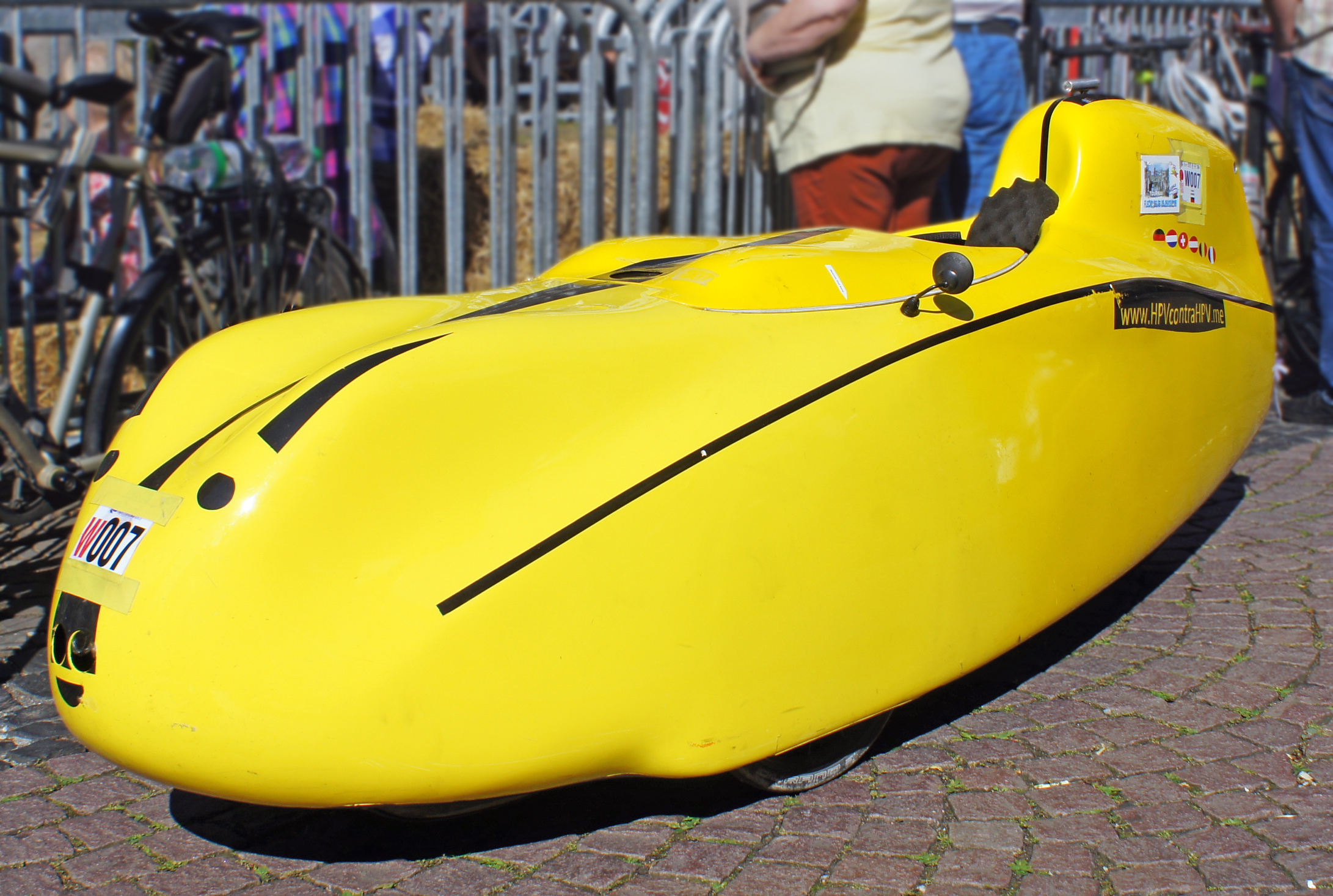
Vollverkleidetes Liegedreirad mit zwei Vorderrädern (Tadpole-Bauweise)

Ermüdungsfreie Sitzposition
Beim Liegefahrrad ergibt sich eine sehr entspannte Körperhaltung, da weder die Handgelenke noch die Arme noch Schultergürtel oder Rücken belastet werden.  Die Hände liegen entspannt auf dem Lenker, ein Abstützen des Oberkörpers wie beim gewöhnlichen Fahrrad ist nicht notwendig. Auch die Nackenmuskulatur ist entspannt, da ein ständiges Nach-oben-Schauen wie beim herkömmlichen Fahrrad entfällt. Bei vielen Liegerädern schaut der Fahrer bei natürlicher Nackenhaltung gerade nach vorne, lediglich bei einigen sehr niedrigen Liegerädern mit extrem flachem Sitz muss man den Kopf nach unten nehmen, um nach vorne zu schauen. Auch die üblichen Sitzprobleme durch den Sattel werden vermieden.
Gesundheit
Beim Liegeradfahren befindet sich die Wirbelsäule in entspannter Lage. Mediziner haben nachgewiesen, dass sich dabei die Bandscheiben im Optimalfall regenerieren. Außerdem entfällt der Druck des Sattels, so dass weder Druck- und Scheuerstellen im Gesäß- und Schrittbereich entstehen, noch wichtige Nerven in diesem Bereich eingeklemmt werden. Männer mit Prostatabeschwerden können auf normalen Rädern Probleme bekommen, die mit dem Liegerad vermieden werden. Ausgeschlossen ist auch die bei längeren Fahrten häufige Reizung der Fingernerven wie etwa lästiges Kribbeln und sogar Taubheitsgefühle.
Luftwiderstand
Prinzipiell entfallen gegenüber normalen Rädern rund 20 bis 30 % des Luftwiderstands dank der hochliegenden Beine. Zusätzlich ergeben sich durch die gestreckte Sitzposition und die kleinere Stirnfläche weniger bremsende Luftwirbel, was einen geringeren Sog hinter dem Fahrer zur Folge hat. Insbesondere kann eine Heckverkleidung, oft in Form eines Koffers, den Luftwiderstand nochmals deutlich vermindern. In der Ebene und bergab ermöglicht dies sehr viel höhere Geschwindigkeiten als bei einem herkömmlichen Rennrad. Dies gilt nicht bei Steigungen, weil bei geringen Geschwindigkeiten der Luftwiderstand vernachlässigbar ist.
Sicherheit und Unfallfolgen
Der Schwerpunkt der meisten Liegeräder liegt deutlich tiefer als bei konventionellen Fahrrädern, gleichzeitig ist häufig der Radstand erheblich länger. Beides zusammen verhindert Überschläge durch ein blockiertes Vorderrad sehr wirkungsvoll. Auch bei einem Aufprall auf ein Hindernis sind die Folgen für Liegeradfahrer weniger schwerwiegend. In beiden Fällen können bei konventionellen Rädern schwerste Kopf- und Wirbelsäulenverletzungen resultieren, wenn der Fahrer mit dem Kopf voran an ein Hindernis prallt. Die gestreckt liegende Haltung mit den Füßen voran bewirkt beim Liegeradfahrer, dass er nicht mit dem Kopf, sondern mit den Füßen aufprallt. Die geringere Fallhöhe vermindert zudem die Verletzungsgefahr bei niedrigen Geschwindigkeiten.
Kraftübertragung
Generell ermöglichen es Liegeräder, durch eine Abstützung des Beckens und des Oberkörpers an der Rücklehne erhebliche Kräfte auf die Tretkurbel zu bringen, ohne dass durch Arme und Oberkörper eine entsprechende Gegenkraft aktiv aufgebaut werden muss. Dieses und die ermüdungsfreie Sitzposition vermeiden jede Muskelarbeit, die nicht unmittelbar dem Vortrieb dient. Allerdings kann auf dem Diamantrahmen für kurze Zeit ein weit höheres Drehmoment durch den stehenden Wiegetritt aufgebaut werden, was auf dem Liegerad bauartbedingt unmöglich ist.

### Nachteile

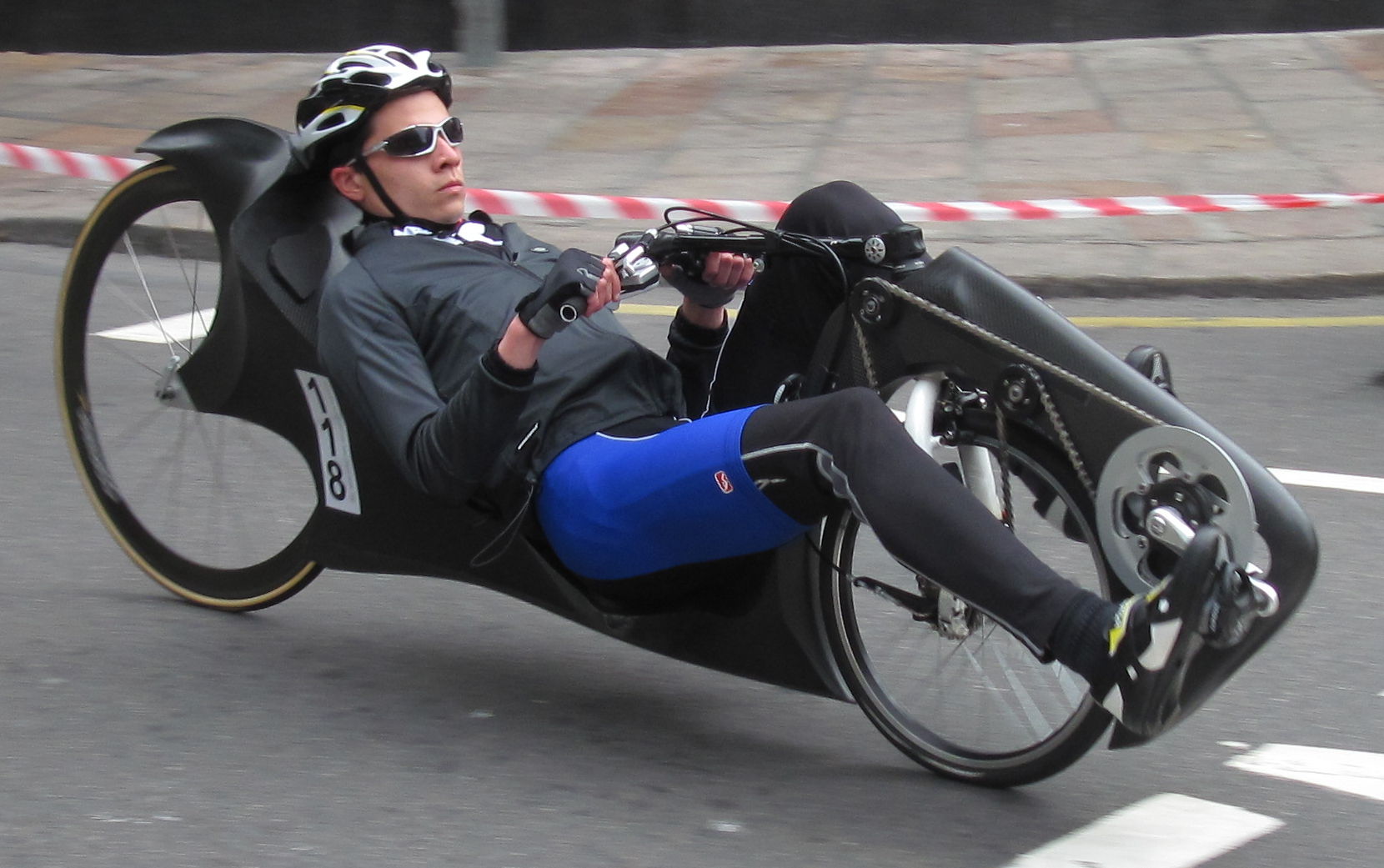
Ungefederter Tieflieger mit Carbon‑Rahmen, Schalensitz, Tiller‑Lenker und Vorderradantrieb ohne Verkleidung am 30. Mai 2010 bei der Weltmeisterschaft der World Human Powered Vehicle Association (WHPVA) in der Rennkategorie „Town Criterium“, in Saint Helier, Jersey

Preis
Die Preise für Liegeräder sind erheblich höher als für herkömmliche Fahrräder. Das liegt an kleinen Stückzahlen und dem Einsatz einiger Spezialteile, etwa beim Sitz, bei der Kraftübertragung und beim Gepäckträger. Wegen der höheren Fahrtgeschwindigkeit werden zum anderen häufig sehr hochwertige Schaltungen und Bremsen verwendet. Liegeräder ohne Vollfederung sind angesichts der fehlenden Federungsmöglichkeiten beim Sitz unkomfortabel. Die Preisspanne bei Liegerädern liegt zwischen 1.100 Euro und 10.000 Euro.
Wetterschutz
Unverkleidete Liegeradfahrer sind dem Regen stärker ausgesetzt als Fahrer eines herkömmlichen Rades. Niederschläge treffen den Körper in voller Länge und der hohe Fahrtwind drückt das Wasser je nach Sitzwinkel von unten die Kleidung hinauf. Hingegen ergibt sich bauartbedingt bei vollverkleideten Liegerädern ein guter Regenschutz – in der Regel dreirädrige Velomobile. An unverkleideten Liegerädern kann jedoch meist problemlos ein Frontschutz (Streamer, Frontverkleidung) montiert werden, an denen zudem ein spezielles Regencape befestigt werden kann, wodurch sich ein sehr guter Wetterschutz verwirklichen lässt. Liegedreiräder sind durch die geringere Seitenwindanfälligkeit hierfür besonders geeignet.
Gewicht des Rahmens
Viele Liegeräder weisen aufgrund ihres oftmals groß dimensionierten Rahmenrohrs und der Vollfederung ein konstruktionsbedingt höheres Gewicht auf. Doch lässt sich dies nicht verallgemeinern: ungefederte Rennliegeräder mit spartanischer Ausstattung sind mit Systemgewichten ab 7,5 kg, sportliche Liegedreiräder bereits ab circa 10 kg (ungefedert, Vollcarbon) beziehungsweise 12 kg (vollgefedert, alltagstauglich) erhältlich.
Balance und Handhabung
Liegezweiräder lassen sich aufgrund der Unbeweglichkeit des Oberkörpers schlechter durch Gewichtsverlagerung ausbalancieren. Zudem erzwingt der niedrigere Schwerpunkt bei langsamer Geschwindigkeit rasche Lenkerauschläge, so dass die Liegezweiräder bei Schrittgeschwindigkeit etwas kippeliger sind. Bauarten mit längerem Radstand oder eingeschränktem Lenkeinschlag sind bei langsamer Fahrt, beim Rangieren, scharfen Kurven und Passieren von Diagonalsperren weniger wendig.
Fahren im Straßenverkehr
Wie gut Liegeräder im Straßenverkehr sichtbar sind, ist umstritten. Liegeräder sind hinter parkenden Fahrzeugen leichter zu übersehen, da sie nicht wie gewöhnliche Räder über die Fahrzeugdächer hinausragen. Andererseits treten Autounfälle mit herkömmlichen Radlern in der Regel ein, weil der betreffende Autofahrer gar nicht auf den Radverkehr achtete. Liegerad-Fahrer berichten im Gegensatz dazu von einem überdurchschnittlichen Aufmerksamkeitswert ihres Gefährts. Der Blick nach hinten, etwa bei einem Spurwechsel, ist durch die halbliegende Sitzposition unbequem bis schwierig; Abhilfe bietet ein Rückspiegel.
Überfahren von Bordsteinkanten
Bordsteinkanten hochzufahren ist je nach Konstruktionsweise des Liegerads nur bei sehr langsamer Fahrt oder gar nicht möglich, da das Vorderrad nicht während der Fahrt hochgezogen werden kann.
Fahren auf Eis, Schnee und schmierigem Untergrund
Die Sturzgefahr beim Liegezweirad ist etwas höher als beim Normalrad, weil beim Wegrutschen eines Reifens die Balance über den Oberkörper schlechter wiedergewonnen werden kann. Allerdings ist meist die Fallhöhe so gering, dass selten gravierende Verletzungen eintreten. Dreirädrige Liegeräder sind dagegen bei schwierigem Untergrund so gut wie immer im Vorteil.
Fahren bei niedrigem Sonnenstand und bei Dunkelheit
Bedingt durch die zurückgelehnte Sitzhaltung wird man, ähnlich wie in einem Auto, durch Abendsonne von vorne stärker geblendet. Bei Dunkelheit dagegen befinden sich Liegeradfahrer auf Höhe des Autofahrer-Scheinwerferkegels und sind dadurch besser wahrzunehmen – bei normalen Rädern sieht ein Autofahrer nur die Beine. Gegenlicht blendet allerdings den Liegeradfahrer entsprechend mehr.
Mitnahme in öffentlichen Verkehrsmitteln
Einrichtungen zur Mitnahme von Fahrrädern in öffentlichen Verkehrsmitteln sind häufig nur für „normale“ Fahrräder ausgelegt.
Inhalt von Hosen- und Jackentaschen
Bei ungeeignetem Zuschnitt der Hosen- und Jackentaschen kann der Inhalt, z. B. Geldbeutel oder Schlüssel, leichter verloren gehen, insbesondere, wenn sie nicht durch Verschlüsse gesichert sind.

### Bauartbedingte Besonderheiten
Transport von Lasten
Zum Gepäcktransport sind Reiseliegeräder aufgrund des niedrigen Schwerpunktes gut geeignet. Oft können bis zu vier große Packtaschen an Halterungen unter und hinter dem Sitz befestigt werden. Liegt der Schwerpunkt des Gepäcks auf der Höhe der Radachsen, ändert sich das Fahrverhalten des Liegerades durch die Beladung fast nicht, anders als bei herkömmlichen Reiserädern. Allerdings ist es nicht möglich, einen Rucksack zu tragen oder eine Lenkertasche zu verwenden. Auch Lowrider sind bei kleinem Vorderraddurchmesser ungeeignet.
Reparaturen
Die üblichen Verschleiß- und Anbauteile entsprechen denjenigen gewöhnlicher Fahrräder. Einige wenige liegeradtypische Komponenten (z. B. Umlenkrollen und Sitze) sind aber nicht standardisiert, so dass sie in der Regel nicht zwischen verschiedenen Modellen ausgetauscht werden können. Solche Ersatzteile sind daher schlecht erhältlich und müssen über Versender beziehungsweise den Hersteller bezogen werden.
Kleinerer Raddurchmesser
Oft werden bei Liegerädern kleine Vorderreifen in der Größe von 20 Zoll eingesetzt, was sich insbesondere bei unebenen Straßen und weichem Untergrund ungünstig auf den Rollwiderstand auswirkt. Höherer Luftdruck oder eine konstruktiv geringere Last auf dem Vorderrad können dies teilweise kompensieren. Kleine Reifen machen auch das Hinausfahren aus Spurrinnen und das Überfahren von Hindernissen schwieriger.
Längere Kette
Bei Liegerädern mit Hinterradantrieb erhöht sich die Kettenlänge deutlich (bei einem Kurzlieger 3,5 m). Zur Führung der Kette werden oft Umlenkrollen und Teflonröhren eingesetzt. Letztere verhindern nicht nur den Kontakt zur Kleidung, sondern schützen die Kette auch vor Verschmutzung, was die Nutzungsdauer erhöht.
Haltungswechsel
Ein Wechsel zwischen flacher sportlicher und aufrecht-entspannter Haltung durch wechselnde Griffpositionen am Lenker ist beim Liegerad nicht möglich. Er ist allerdings auch unnötig, denn eine ähnliche Belastung von Händen, Armen und Oberkörper wie beim Normalrad tritt beim Liegerad ohnehin nicht auf.
Anpassen
Die Einstellung des Rades auf die Körpergröße des Fahrers, welches beim herkömmlichen Rad durch Verstellung von Sattel- und Lenkerstütze erfolgt, ist auch beim Liegerad möglich. Sofern der Sitz sich nicht verschieben lässt, ist dazu jedoch meist eine Änderung der Länge der Kette erforderlich, was ein schnelles Umrüsten für die gemeinsame Radnutzung durch mehrere Fahrer unterschiedlicher Größe erschwert. Bei einigen Sesselrädern (z. B. das Spirit von HP Velotechnik) ist durch Verstellung des Sitzes eine Anpassung des Abstands zur Tretkurbel leicht möglich.

## Liegeradtypen

Drei Liegeradtypen im Vergleich

Liegeräder gibt es in zahlreichen Varianten. Beispielsweise mit Vorder- oder Hinterradantrieb, mit und ohne Tretlagerüberhöhung, direkt oder indirekt gelenkt, mit Lenker vor dem Körper oder unter dem Sitz.

### Rahmenkonstruktionen
Liegeräder lassen sich konstruktiv in folgende Kategorien einteilen, wobei viele Modelle in mehr als eine Kategorie fallen und eine exakte Einteilung oft unmöglich ist.
- Kurzlieger haben einen kurzen Radstand. Sie sind sowohl für den Alltag als auch zum Reisen geeignet und die mit Abstand verbreitetste Bauform.
  - Tieflieger sind Kurzlieger für den Renneinsatz oder betont sportliche Fahrweise.
  - Knicklenker sind Kurzlieger mit Vorderradantrieb. Sie besitzen anstelle eines Lenkers ein Scharnier im Rahmen und werden durch Gewichtsverlagerung gelenkt.
- Langlieger bieten durch langen Radstand einen hohen Komfort, sind aber sperrig und nicht sehr wendig.
  - Sesselräder oder Scooter sind Langlieger mit hoher Sitzposition. Sie eignen sich sowohl für die Stadt als auch für Reisen.
- Liegedreiräder haben meist zwei Vorderräder und vermitteln ein Go-Kart-Fahrgefühl.
  - Velomobile sind vollverkleidete Liegedreiräder mit gutem Wetterschutz und guter Aerodynamik.
- Liegetandems sind für zwei Fahrer. Es gibt sie sowohl mit zwei als auch mit drei (und selten mit vier) Rädern.
  - Beim Stufentandem liegt der vordere Fahrer und der hintere sitzt. Eine bewährte Bauweise nutzt die Wendigkeit des Kurzliegers und positioniert den Fahrer dicht hinter dem Stoker.
- Ruderräder sind Liegeräder, die mit der Kraft der Arme angetrieben werden. Es gibt sie mit zwei und mit drei Laufrädern.
- Bauchlieger besitzen einen geringen Luftwiderstand, allerdings auf Kosten von Komfort, Übersicht und Sicherheit.

### Lenkung
Es gibt verschiedene Arten der Lenkung. Man unterscheidet zwischen:
- Obenlenker, bei dem die Griffe oberhalb des Sitzes und vor der Brust des Fahrers angeordnet sind. Bei Kurzliegern und Tiefliegern weit verbreitete Formen des Obenlenkers sind:
  - Tiller, ein meist T-förmiger Lenker bei dem sich die Griffe während der Fahrt relativ nahe an der Brust befinden. Tiller gibt es in starrer Ausführung und als Klapp-Tiller, bei dem sich der ganze Lenker mittels eines Gelenks am Lenkkopf nach vorn klappen lässt, um das Auf- und Absteigen zu vereinfachen.
  - UDK („Um die Knie“) oder Aerolenker, bei dem die Griffstange bogenförmig um die Knie angeordnet ist. Die Griffe befinden sich dabei meist auf der Höhe der Knie.
- Untenlenker, ein in der Regel unter dem Sitz befestigter Lenker, bei dem die Griffe meist seitlich und leicht oberhalb der Sitzfläche angeordnet sind.
- Panzerlenkung, üblicherweise nur bei Velomobilen oder Trikes anzutreffen, bezeichnet eine Lenkerform, bei der die beiden gelenkten Vorderräder durch je einen Lenkhebel mit Griff direkt angelenkt werden. Die Griffe befinden sich hierbei, ähnlich dem Untenlenker seitlich und etwas oberhalb der Sitzfläche.

## Selbstbau
Vor allem in den 1980er-Jahren, als käufliche Liegeräder noch weniger verbreitet waren als heute, waren Eigenbauten in der Szene häufig anzutreffen. Oft wurden „Fahrradleichen“ beim Liegeradbau wiederverwertet, teils mit abenteuerlichen Konstruktionen. Viele Baupläne aus dieser Zeit sind heute noch erhältlich wie zum Beispiel im Heft „Chopper Fahrräder“ aus der Reihe „Einfälle statt Abfälle“ von Christian Kuhtz, ISBN 3-924038-66-X. Ein ähnliches Konzept liegt dem Hobbythek-Liegerad zugrunde, bei dem ebenfalls Teile alter Fahrräder zum Einsatz kamen.
Da Liegeräder ganz besonders genau konzipiert und gefertigt werden müssen, wenn sie gute Fahreigenschaften haben sollen, sind Eigenbauten professionellen Rädern fast immer unterlegen. Das Gleiche gilt für billige Importräder aus Fernost, die nach Qualitätsstandards normaler Räder hergestellt wurden.

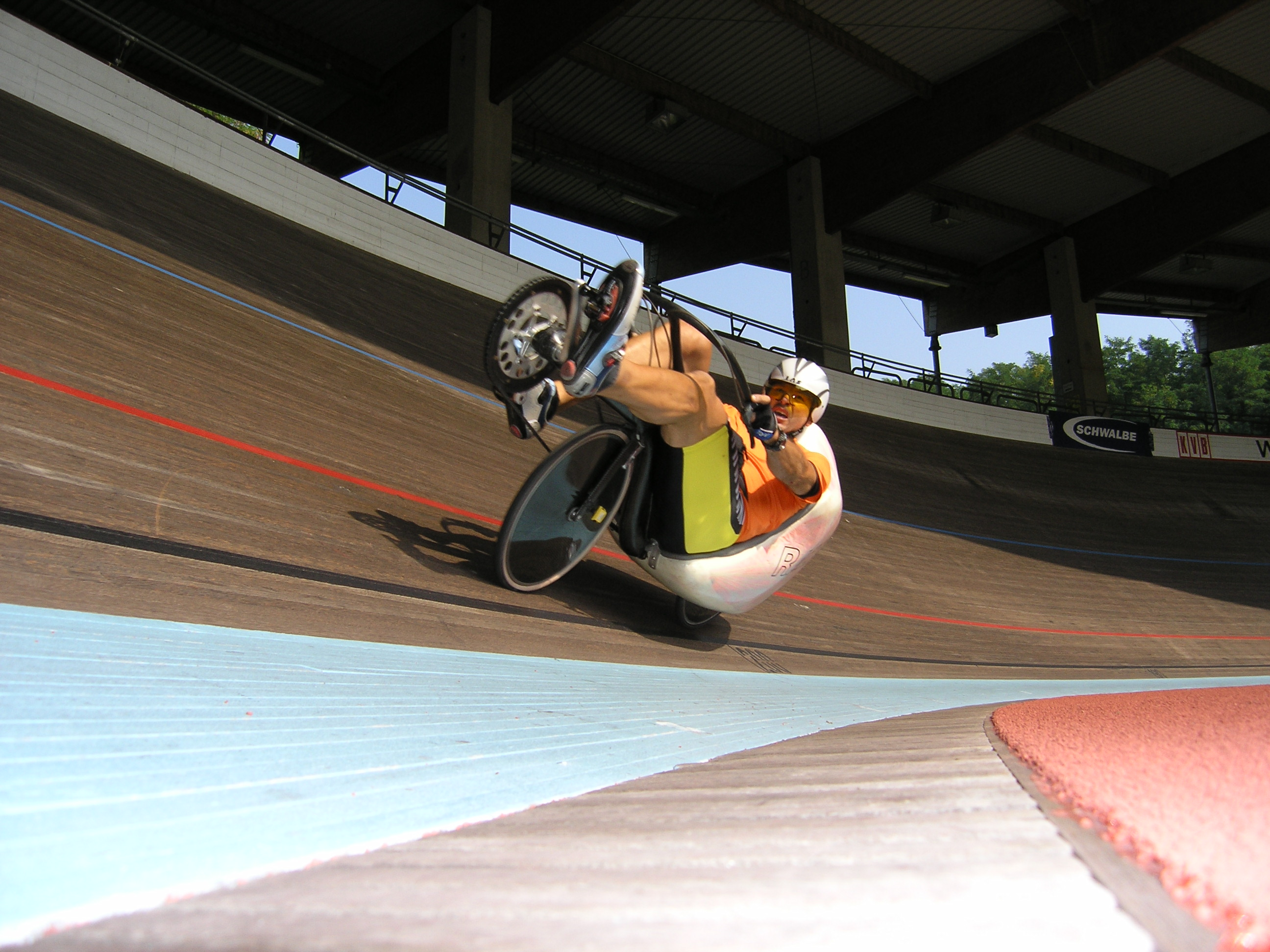
Ungefederter Tieflieger mit Ein‑Rohrrahmen aus Metall, Schalensitz, UDK‑Lenker und Hinterradantrieb sowie Heckverkleidung (Teilverkleidung) bei einem Zeitfahren am 3. September 2005 auf der Radrennbahn in Köln, Deutschland

## Sport
Fahrräder wurden früh im sportlichen Wettkampf eingesetzt. Noch im Jahr der Weltausstellung 1867 wurde am 8. Dezember 1867 in Paris das erste dokumentarisch überlieferte Wettrennen auf Fahrrädern ausgetragen, bei dem die Fahrer hauptsächlich auf „Boneshaker“ von Pierre Michaux gegeneinander antraten. Mit dem Aufkommen der Liegeräder wurden diese wie andere Fahrradtypen ebenfalls im Sport eingesetzt. Mit Liegerädern wurden aufgrund ihres aerodynamischen Potenzials Rekorde erzielt, die mit Rennrädern nicht möglich waren. Grundsätzlich wird zwischen Geschwindigkeitsrekorden und Streckenrekorden unterschieden. Kontrollierende Organe außerhalb der UCI sind die WHPVA und die IHPVA.

### Geschwindigkeitsrekorde
| Renndisziplin             | Datum      | Zeit in s | Geschwindigkeit in km/h | Fahrer/in         | Geschlecht | Fahrzeug         | Hersteller                                                  | Austragungsort                              |
| ------------------------- | ---------- | --------- | ----------------------- | ----------------- | ---------- | ---------------- | ----------------------------------------------------------- | ------------------------------------------- |
| 200 m (fliegender Start)  | 18.09.2008 | 5,434     | 132,50                  | Sam Whittingham   | Männer     | Varna Diablo III | Georgi Georgiev (Varna Innovation and Research Corporation) | Battle Mountain, Lander County, Nevada, USA |
| 200 m (fliegender Start)  | 15.09.2010 | 5,911     | 121,81                  | Barbara Buatois   | Frauen     | Varna Tempest    | Georgi Georgiev (Varna Innovation and Research Corporation) | Battle Mountain, Lander County, Nevada, USA |
| 1000 m (fliegender Start) | 14.09.2013 | 26,909    | 133,78                  | Sebastiaan Bowier | Männer     | VeloX3           | Studenten der TU Delft und der Freien Universität Amsterdam | Battle Mountain, Lander County, Nevada, USA |
| 1000 m (fliegender Start) | 10.07.2005 | 33,900    | 106,98                  | Lisa Vetterlein   | Frauen     | Varna II         | Georgi Georgiev (Varna Innovation and Research Corporation) | Battle Mountain, Lander County, Nevada, USA |

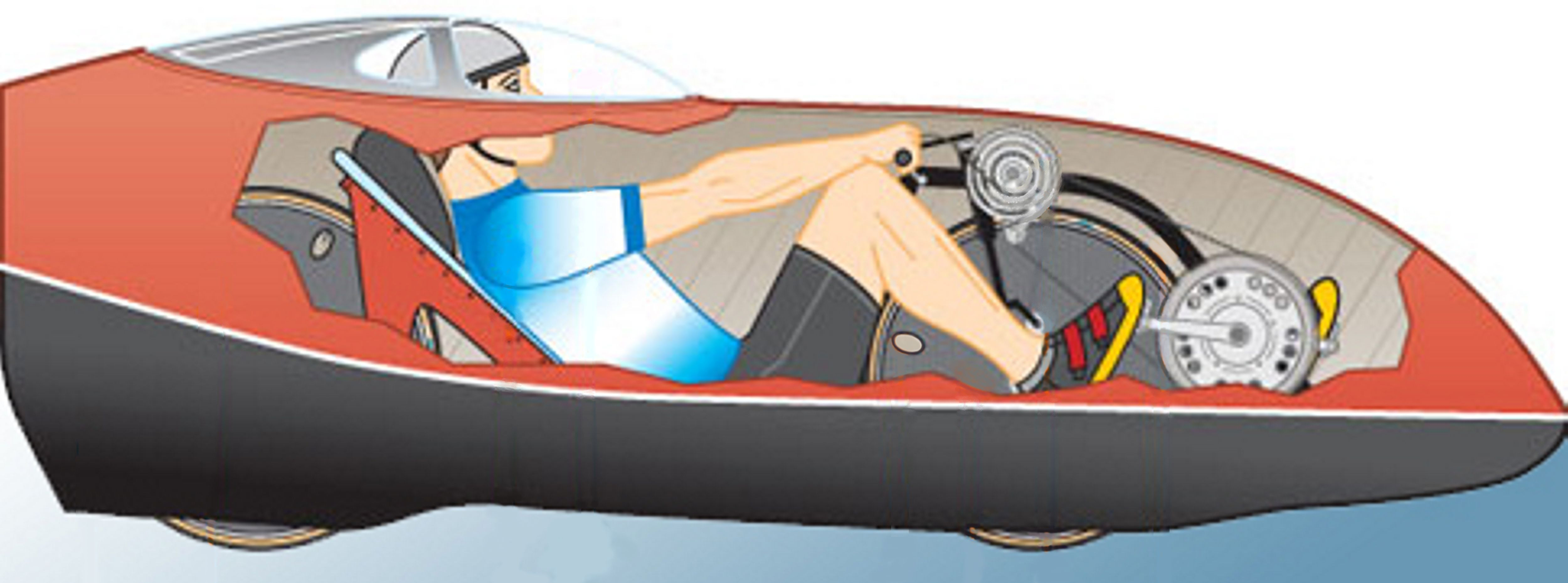
Varna Diablo (Längsschnittzeichnung)
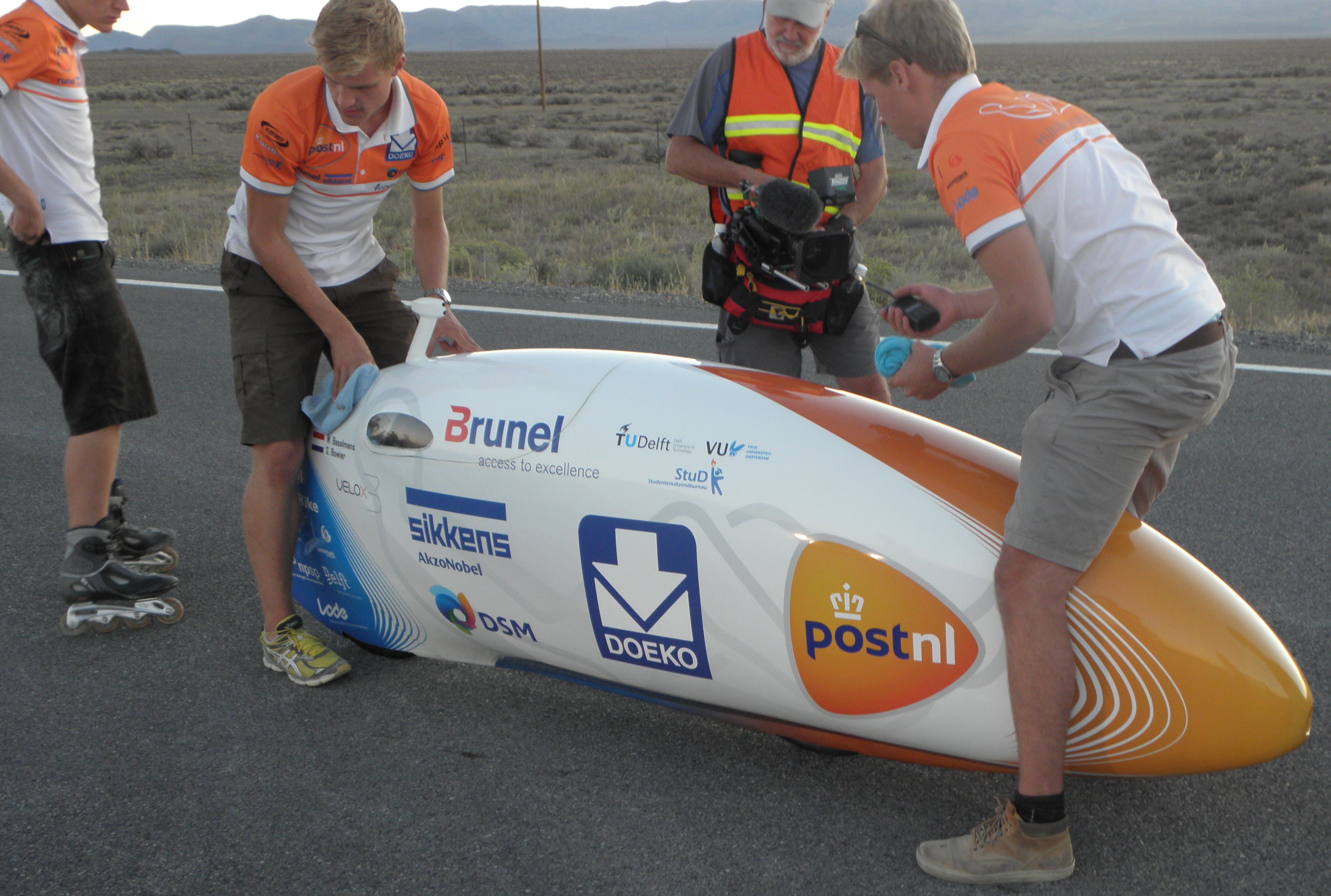
Das VeloX3 wird vom niederländischen Human Powered Team Delft / Amsterdam am 9. September 2013 für einen Rennlauf von Sebastiaan Bowier während der „World Human Powered Speed Challenge“ auf der Straße südwestlich von Battle Mountain, Nevada, USA vorbereitet.
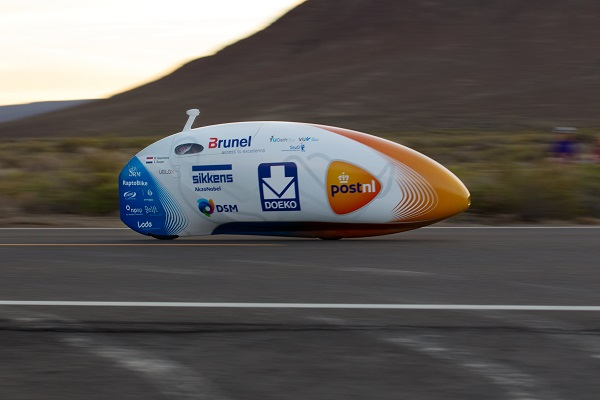
Sebastiaan Bowier im dritten Rennlauf der „World Human Powered Speed Challenge“ mit dem VeloX3 des niederländischen Human Powered Team Delft / Amsterdam am 10. September 2013 auf der ebenen Straße „State Route 305“ südwestlich von Battle Mountain, Nevada, USA.

### Streckenrekorde
Stundenweltrekorde: siehe Tabelle.
| Renndisziplin                | Datum      | Strecke in km | Durchschnitts-Geschwindigkeit in km/h | Fahrer/in               | Geschlecht | Fahrzeug       | Hersteller  | Austragungsort                              |
| ---------------------------- | ---------- | ------------- | ------------------------------------- | ----------------------- | ---------- | -------------- | ----------- | ------------------------------------------- |
| 1 Stunde (stehender Start)   | 02.08.2011 | 91,556        | 91,556                                | Francesco Russo         | Männer     | Eiviestretto   | –           | Dekra Oval Teststrecke in Deutschland       |
| 1 Stunde (stehender Start)   | 19.07.2009 | 84,020        | 84,020                                | Barbara Buatois         | Frauen     | –              | –           | Romeo                                       |
| 6 Stunden (stehender Start)  | 09.10.2010 | 426,917       | 71,153                                | Axel Fehlau             | Männer     | Speedhawk 2    | –           | Opel Teststrecke in Dudenhofen, Deutschland |
| 6 Stunden (stehender Start)  | 09.10.2010 | 338,689       | 56,448                                | Ellen van Vugt          | Frauen     | Speedhawk 2    | –           | Opel Teststrecke in Dudenhofen, Deutschland |
| 24 Stunden (stehender Start) | 11.07.2006 | 1045,920      | 43,580                                | Greg Kolodziejzyk       | Männer     | Critical Power | –           | Eureka, Kalifornien, USA                    |
| 24 Stunden (stehender Start) | 02.08.2009 | 1069,000      | 44,542                                | Christian von Ascheberg | Männer     | –              | –           | –                                           |
| 24 Stunden (stehender Start) | 02.04.2010 | 1109,000      | 46,208                                | Jeff Nielsen            | Männer     | –              | –           | –                                           |
| 24 Stunden (stehender Start) | 01.08.2010 | 1219,000      | 50,792                                | Christian von Ascheberg | Männer     | Milan SL       | –           | Lausitzring, Deutschland                    |
| 24 Stunden (stehender Start) | 24.06.2022 | 1129,88       | 47,08                                 | Nicola Walde            | Frauen     | DF „M“         | Daniel Fenn | Lausitzring, Deutschland                    |

Mit Ausnahme des Fahrers Christian von Ascheberg auf seinen Liegerädern Bülk und Milan SL und Nicola Walde im DF „M“ wurden alle aufgeführten Rekorde mit nicht für den Straßenverkehr zugelassenen Fahrzeugen erzielt.

## Siehe auch

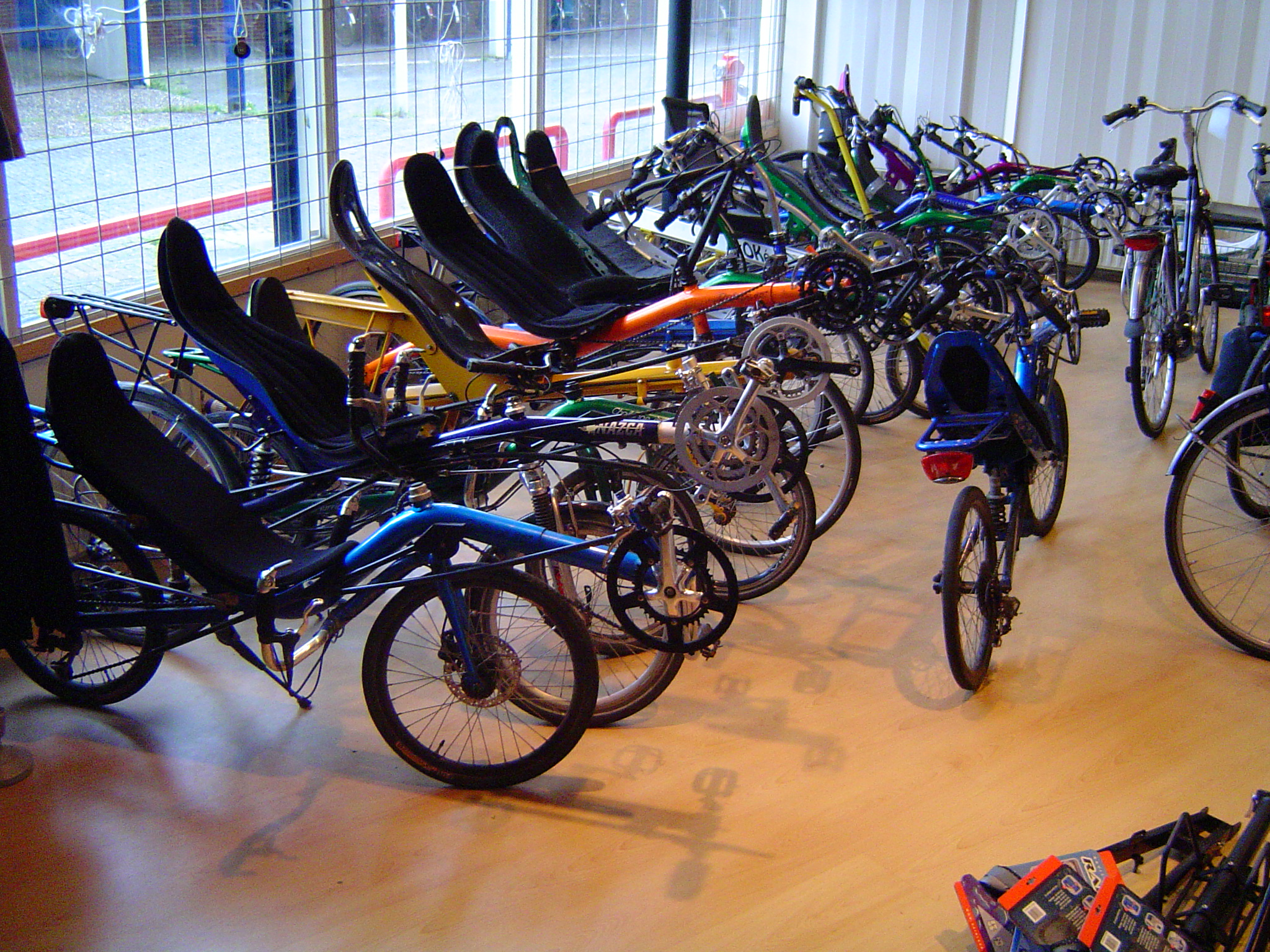
Liegerad-Fachgeschäft in Nijmegen, Niederlande